# Askol
Askol (Associació dels Electes Bretons per la Democràcia) és una associació creada el 2004 que reuneix els electes i antics electes de Bretanya, membres o propers al Partit Bretó, amb l'objectiu de treballar per a l'emancipació institucional de Bretanya. El seu president és Yann Jestin, tinent d'alcalde de Lesneven, i el vicepresident és Jean-Claude Rivallain, conseller municipal de Vigneux-de-Bretagne.
El 2008, Askol votà la reelecció de la majoria dels seus membres i l'entrada de nous adherits com Jean-Yves Cozan, conseller general d'Ouessant, antic diputat de Châteaulin, Émile Granville, tinent d'alcalde de Redon o Gwenole Guyomarc'h, alcalde de Locquirec.